# Heiligtum von Yria

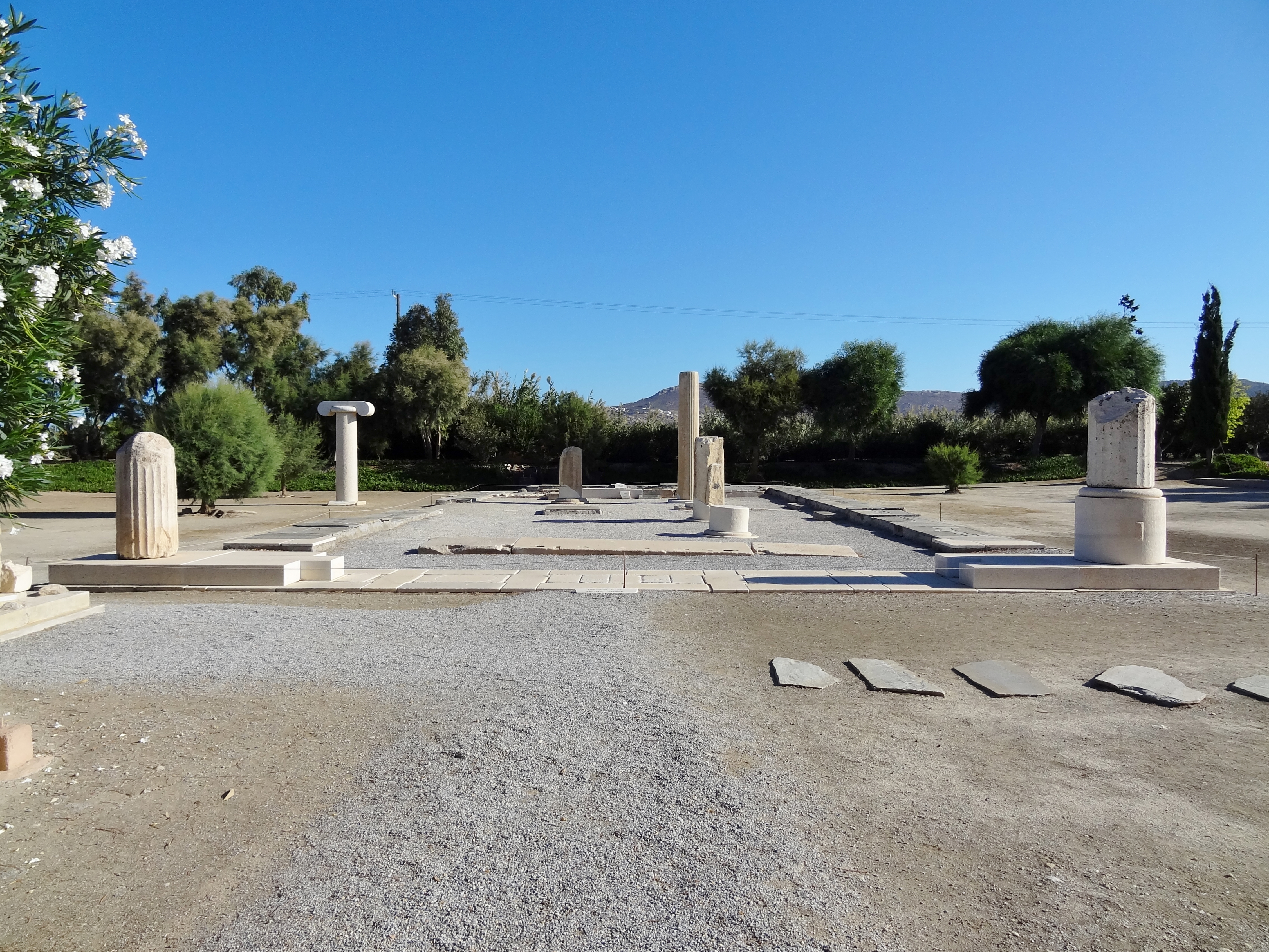
Tempelreste des Heiligtums von Yria

Heiligtum von Yria (neugriechisch Ιερό των Υρίων Iero ton Yrion), auch Heiligtum von Iria oder Dionysos-Tempel von Iria, ist die Bezeichnung einer antiken Tempelanlage auf der griechischen Kykladeninsel Naxos. Die Gebäudereste des Heiligtums wurden zwischen 1986 und 1999 freigelegt. Die Ausgrabungsstätte befindet sich in der Gemarkung Yria (Ύρια) der Ebene von Livadi (Λιβάδι) etwa drei Kilometer südlich des Zentrums der Inselhauptstadt Chora und einen Kilometer östlich des Flughafens von Naxos. Der Tempel war dem Gott Dionysos geweiht, nach Athenaios von Naukratis wurden hier Dionysos Meilichios und Dionysos Bakcheos verehrt.

## Beschreibung
Das regionale Heiligtum entwickelte sich nach den archäologischen Grabungsbefunden aus einem ursprünglich mykenischen Naturheiligtum über einen geometrischen Oikos zu einem monumentalen Prostylos. Das ehemalige Ausgrabungsgelände des Heiligtums ist heute inmitten von Olivenbäumen und Weinstöcken für Besucher geöffnet. Die Reste des Tempels und der Nebenanlagen bestehen überwiegend aus Fundamenten und Fundbruchstücken, die teilweise hergerichtet wurden, aber nur eine geringe Anschaulichkeit der einstigen Gebäude vermitteln. Viele der Fundstücke befinden sich in dem kleinen, auf dem Gelände befindlichen Museum, wo Hintergrundinformationen zur Baugeschichte des Heiligtums zu erfahren sind, andere im archäologischen Museum von Naxos.

## Geschichte

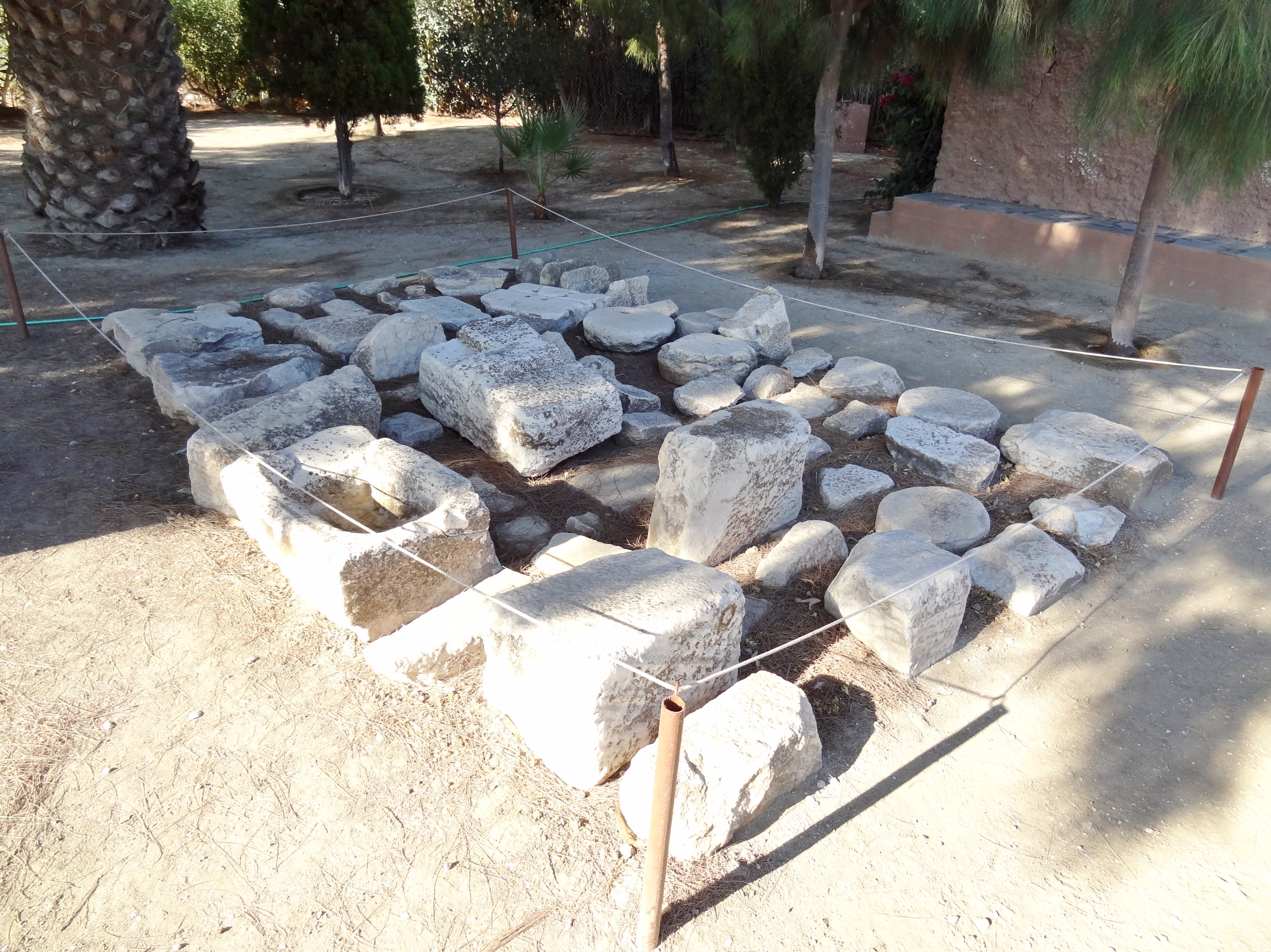
Grabungsfunde von Gebäudeteilen

Ab dem 14. Jahrhundert v. Chr. etablierte sich in der Mitte der Ebene von Livadi an der fruchtbaren Flussmündung des Byblos (heute Peritsa), drei Kilometer vor der ummauerten mykenischen Stadt, ein Fruchtbarkeitskult unter freiem Himmel. Nach den Funden war dieser dem Gott Dionysos geweiht, dem späteren Schutzherrn von Naxos. Auf einem kleinen Hügel des Marschlandes befand sich ein Marmorbecken für Opfergaben, an dessen Stelle die späteren Tempel entstanden. Das bei den Grabungen gefundene Becken enthielt dargebrachte Gefäße und Knochen aus der Zeit vor dem Bau des ersten Tempels, für die der mykenischen Zeit nachfolgenden dunklen Jahrhunderte ist die Weiterführung des Kultes durch Keramik belegt.

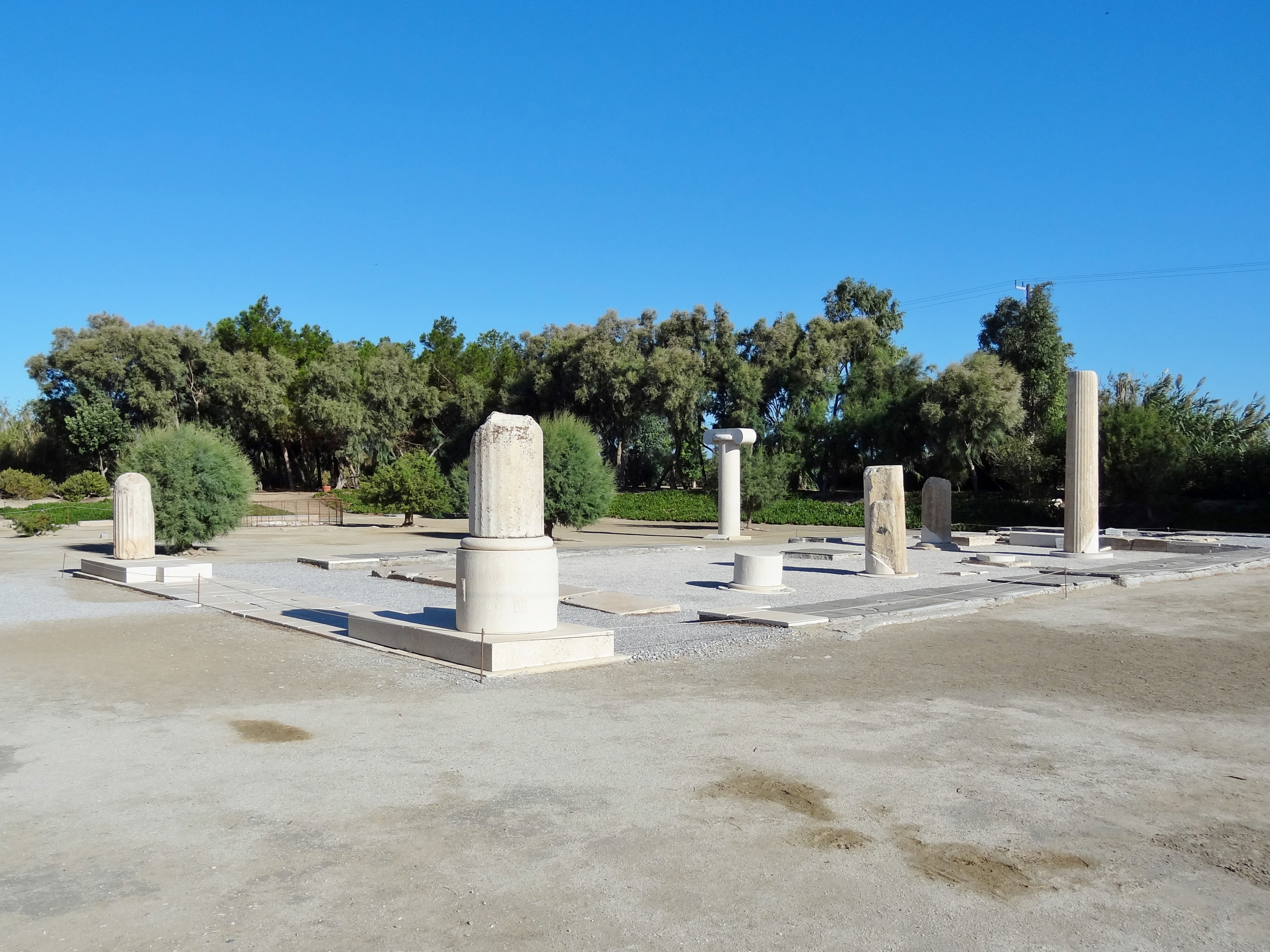
Fläche der vier Tempelbauten

Um 800 v. Chr., der Epoche der Entstehung der griechischen Stadtstaaten in der geometrischen Zeit, erbaute man in Yria einen einräumigen Tempel, bestehend aus Holz und Lehmziegelsteinen auf einem Feldsteinfundament von 5 × 10 Meter. Im Innenraum gab es drei Mittelstützen für das flache Erddach und einen Opfertisch über der mykenischen Opferstätte. Obwohl das Heiligtum zum nahegelegenen, 15 Meter breiten Fluss im Süden durch eine Ufermauer gesichert war, wurde der Tempel wahrscheinlich durch eine Überschwemmung zerstört und um 730 v. Chr. durch einen etwa 11 × 15 Meter großen, 160 m² Grundfläche umfassenden Granitbau mit 75 Zentimeter starken Wänden ersetzt. Im Gegensatz zum ersten Tempelgebäude wurde beim Neubau das Innere durch drei Reihen von je 5 runden Holzsäulen in vier Schiffe unterteilt. Bänke für etwa 80 bis 100 Besucher des Tempels waren aufgestellt. Beiden Bauwerken gemeinsam war die Eschara im hinteren Teil des Raumes und, wie auch bei den Nachfolgebauten, der südliche Eingang.
Um 680 v. Chr. wurde der Tempel umgebaut. Unter teilweiser Beibehaltung der Wände (West- und Nordmauer) ersetzte man die drei Säulenreihen im Innenraum durch zwei Reihen von Holzsäulen auf gerundeten marmornen Basen. Vom Flachdach des dritten Tempelbaus haben sich Wasserspeier aus Marmor erhalten. An der Südseite wurde eine Prostase mit wahrscheinlich vier ionischen Holzsäulen errichtet. Dadurch wurde das Gebäude einer der ersten Prostyloi der griechischen Welt. Der vor dem Tempeleingang liegende Fluss im Süden wurde zugeschüttet und sein Verlauf nach Norden verlegt.

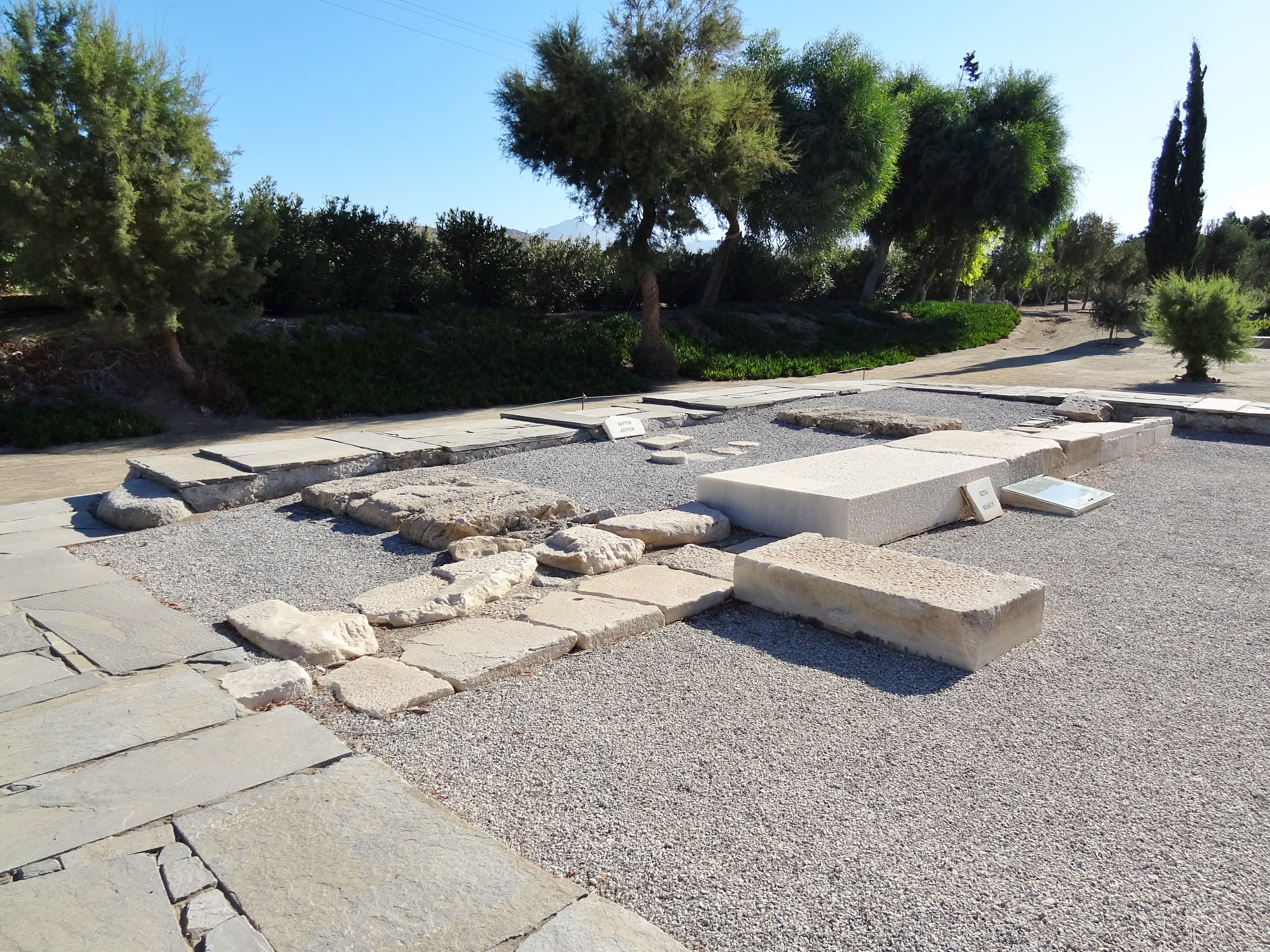
Adyton des vierten Tempels

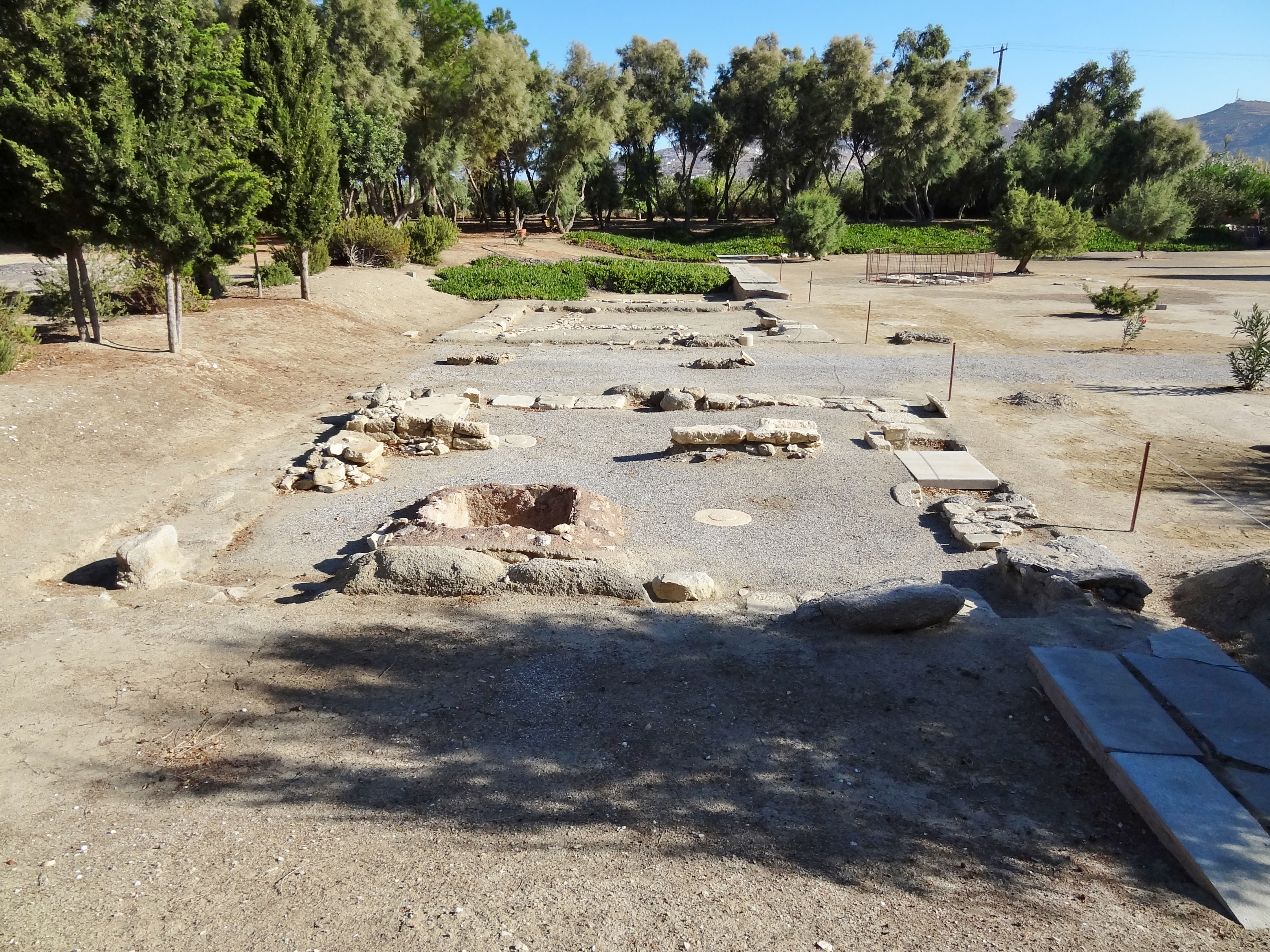
Hestiatorion (Festsaal) und Propylon

Im Zeitraum von 580 bis 570 v. Chr. begann man den Bau des vierten Tempels als archaisches Hekatompedon ionischer Ordnung mit einer Innenfläche von 280 m². Der 13,5 Meter breite und 28,3 Meter lange Tempel, bei einer 20 Zentimeter längeren östlichen Längswand als auf der Westseite, war damit größer als seine drei Vorgängerbauten. Die Säulenhöhe betrug 7,2 Meter, der Säulendurchmesser 80 Zentimeter und das Säulenjoch 4 Meter. Die Kannelurenanzahl der Tempelsäulen betrug an der Front 24, variierte aber bis zu 28, 32 und 36 in der Cella. Der vierte Tempelbau von Yria gilt als frühester ionischer Prostylos, der mit Ausnahme der verputzten Granitwänden in allen gestaltenden Teilen aus Marmor errichtet war; dies betraf die vier Frontsäulen ebenso wie die acht Innensäulen und die Türwand samt Laibung und die Dachdeckung. Bestandteil des tetrastylen Tempels war ein Adyton im hinteren Bereich. Das Tempeldach mit den lichtdurchlässigen Marmorziegeln, verlegt in lakonischer Ordnung über einem wohl offenen Dachstuhl, ein Werk des naxischen Steinmetzes Byzes, neigte sich leicht nach Osten und Westen. Zwölf Meter vor dem vier Meter hohen südlichen Tempeleingang mit seiner Prachttür stand ein Marmor-Altar.
Kurz nach dem Beginn des Tempelbaus wurde dem Heiligtum ein Hestiatorion, ein zeremonieller Festsaal, angefügt, bestehend aus zwei Räumen auf beiden Seiten des Propylon an der Westseite des Geländes. Möglicherweise war auch der aus dem frühen 6. Jahrhundert v. Chr. stammende, nicht fertiggestellte Kouros von Apollonas für das Heiligtum von Yria bestimmt und sollte neben dem Tempel aufgestellt werden. Nachdem der Dionysos-Tempel um 550/540 v. Chr. das Marmordach und sein Kultbild erhalten hatte, stellte man die Arbeiten an dem unfertigen Bau ein. Dies könnte mit der Machtübernahme des Tyrannen Lygdamis um 538 v. Chr. zusammenhängen, der private Stiftungen verhinderte. Die dadurch freigewordenen Kapazitäten verwendete Lygdamis für Staatsaufträge, wie den Apollon-Tempel auf der Insel Palatia vor Chora und den Demeter-Tempel bei Ano Sangri. Auch nach dem Sturz des Lygdamis um 524 v. Chr. blieb der vierte Tempel des Heiligtums von Yria unvollendet, die Säulen wurden in verschiedenen unfertigen Werkstadien belassen.

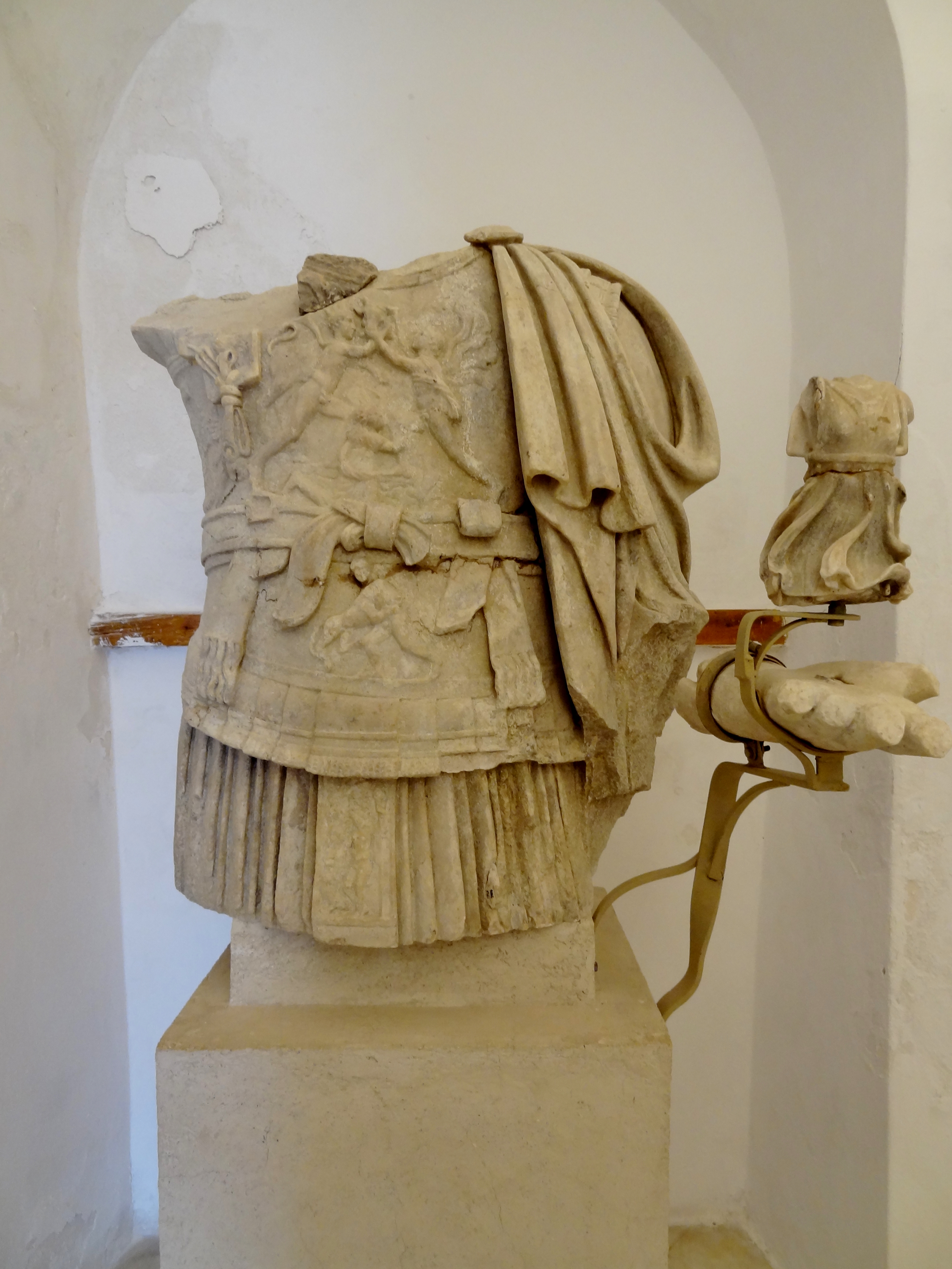
Panzerstatue des Marcus Antonius

In römischer Zeit, vom 1. Jahrhundert v. Chr. bis zum 3. Jahrhundert n. Chr., kam es wegen der Instabilität des Untergrunds zu umfangreichen Reparaturmaßnahmen, da die Erbauer des Tempels wahrscheinlich aus Unerfahrenheit beim Bau großer Gebäude ein zu schwaches Fundament angelegt hatten. Ab 41 v. Chr. wurde das Hestiatorion restauriert und ein Peribolos um das 4500 m² große Temenos, den Tempelbezirk des Heiligtums, angelegt. Zu dieser Zeit verehrte man im Tempel von Yria neben dem Gott Dionysos auch den römischen General Marcus Antonius, der sich als „neuer Dionysos“ darstellte. In der Cella des Tempels stand vor dem Eingang zum Adyton eine überlebensgroße Statue des Marcus Antonius. Sie stellt ihn im Panzer mit unten abschließenden Pteryges dar. Auf dem Brustpanzer ist die „Bestrafung der Dirke“ als Relief ausgearbeitet, in der linken Hand hält er eine Mänade. Nach dem Sieg Octavians über Marcus Antonius in der Schlacht bei Actium 31 v. Chr. tauschte man den Kopf und die Namen in der Inschrift an der Statuenbasis aus. Teile der Statue wurden bei den Ausgrabungen gefunden und sind heute im archäologischen Museum von Naxos ausgestellt.
Vermutlich im 5. oder 6. Jahrhundert wandelte man den Tempel in eine dreischiffige christliche Basilika um. Nach häufigen Überschwemmungen, der letzten großen im 12. Jahrhundert, wurde die Basilika aufgegeben und an einem ungefährdeten Ort in der Nähe die heutige Kirche Agios Georgios errichtet, für die man Teile des antiken Tempels verwendete. Als in den 1920er Jahren der deutsche Archäologe Gabriel Welter in der Ebene von Livadi zwei vollständige, aber leicht unterschiedliche Säulentrommeln und ein großes archaisches ionisches Kapitell, verbaut in einem Brunnen, fand, war die Lage des ehemaligen Dionysos-Tempels oder der frühchristlichen Basilika nicht mehr bekannt.
Erst 1982 begannen Mitarbeiter der Universität Athen und der Technischen Universität München mit der gezielten Suche nach dem Tempel. Während der zweiten Kampagne stieß man 1986 etwa 200 Meter nordöstlich des Brunnens auf das Fundament der Prostase, die Marmortürschwelle und die Wand des Adytons des vierten Dionysos-Tempels. Bis 1999 folgten 14 Grabungskampagnen unter der Leitung von Vassilis Lambrinoudakis und Gottfried Gruben, finanziert durch die Universität Athen und die Gerda Henkel Stiftung in Düsseldorf. Nach Abschluss der Ausgrabungen wurde das Grabungsgelände zunächst zugeschüttet. Heute ist das Gelände für Besucher geöffnet. Neben den Ausgrabungsflächen ist ein kleines Museum eingerichtet. Die abschließende Publikation der Ausgrabung steht noch aus.